# Rappresentazione spettrale di Källén-Lehmann
La rappresentazione spettrale di Källén-Lehmann fornisce una espressione generale per la funzione di correlazione a due punti di una teoria di campo interagente come una somma pesata di propagatori liberi. Fu scoperta da Gunnar Källén e Harry Lehmann indipendentemente. Il propagatore di una teoria interagente può essere scritto come:
{\displaystyle \Delta (p)=\int _{0}^{\infty }d\mu ^{2}\rho (\mu ^{2}){\frac {1}{p^{2}-\mu ^{2}+i\varepsilon }}}
dove {\displaystyle \rho (\mu ^{2})} è la funzione di densità spettrale che dovrebbe essere definita positiva. In una teoria di gauge, quest'ultima condizione non può essere garantita, ma tuttavia si può comunque costruire un'analoga rappresentazione spettrale. Questa formula è un utile strumento che permette di trattare le teorie di campo con un approccio non perturbativo.

## Derivazione matematica
Per derivare la rappresentazione spettrale per il propagatore di un campo {\displaystyle \Phi (x)}, si consideri un insieme completo di stati {\displaystyle \{|n\rangle \}}, rispetto ai quali la funzione di correlazione a due punti può essere scritta come:
{\displaystyle \langle 0|\Phi (x)\Phi ^{\dagger }(y)|0\rangle =\sum _{n}\langle 0|\Phi (x)|n\rangle \langle n|\Phi ^{\dagger }(y)|0\rangle .}
A questo punto si può usare l'invarianza di Poincaré dello stato di vuoto, come generalmente indicato nelle ipotesi fondamentali delle teorie di campo, per semplificare l'espressione precedente:
{\displaystyle \langle 0|\Phi (x)\Phi ^{\dagger }(y)|0\rangle =\sum _{n}e^{-ip_{n}\cdot (x-y)}|\langle 0|\Phi (0)|n\rangle |^{2}.}
Si introduca la funzione di densità spettrale:
{\displaystyle \rho (p^{2})\theta (p_{0})(2\pi )^{-3}=\sum _{n}\delta ^{4}(p-p_{n})|\langle 0|\Phi (0)|n\rangle |^{2}}.
Si è usato il fatto che la funzione a due punti, essendo una funzione di {\displaystyle p_{\mu }}, può solo dipendere da {\displaystyle p^{2}}. Inoltre tutti gli stati intermedi hanno {\displaystyle p^{2}\geq 0} e {\displaystyle p_{0}>0}. È immediato capire che la funzione di densità spettrale è reale e positiva. Quindi, si può scrivere:
{\displaystyle \langle 0|\Phi (x)\Phi ^{\dagger }(y)|0\rangle =\int {\frac {d^{4}p}{(2\pi )^{3}}}\int _{0}^{\infty }d\mu ^{2}e^{-ip\cdot (x-y)}\rho (\mu ^{2})\theta (p_{0})\delta (p^{2}-\mu ^{2})}
dove si è scambiato l'ordine di integrazione, passaggio da analizzare bene dal punto di vista matematico ma in questo contesto si possono tralasciare tutti gli eventuali problemi di questo scambio e scrivere quindi:
{\displaystyle \langle 0|\Phi (x)\Phi ^{\dagger }(y)|0\rangle =\int _{0}^{\infty }d\mu ^{2}\rho (\mu ^{2})\Delta '(x-y;\mu ^{2})}
dove
{\displaystyle \Delta '(x-y;\mu ^{2})=\int {\frac {d^{4}p}{(2\pi )^{3}}}e^{-ip\cdot (x-y)}\theta (p_{0})\delta (p^{2}-\mu ^{2})}.
Dal teorema CPT si sa inoltre che è valida una espressione identica per {\displaystyle \langle 0|\Phi ^{\dagger }(x)\Phi (y)|0\rangle } e quindi si può arrivare all'espressione per il prodotto ordinato cronologicamente di campi:
{\displaystyle \langle 0|T\Phi (x)\Phi ^{\dagger }(y)|0\rangle =\int _{0}^{\infty }d\mu ^{2}\rho (\mu ^{2})\Delta (x-y;\mu ^{2})}
dove adesso
{\displaystyle \Delta (p;\mu ^{2})={\frac {1}{p^{2}-\mu ^{2}+i\varepsilon }}}
è il propagatore della particella libera non interagente. A questo punto, ottenuto l'esatto propagatore dato dal prodotto cronologicamente ordinato della funzione a due punti, si è ottenuta la decomposizione spettrale.